# Governo de Nova Toledo
O Governo de Nova Toledo foi uma das quatro divisões administrativas criadas na América do Sul pelo Rei da Espanha Carlos I em 1534, em substituição dos governos criados em 1529 para Francisco Pizarro e Simón de Alcazaba e Sotomayor. O Governo de Nova Toledo foi criado para Diego de Almagro, que não havia sido favorecido na primeira divisão de terras. 
A cédula real foi enviada em 21 de Maior de 1534, outorgando a Diego de Almagro uma fração de 200 léguas em direção norte-sul que começava aproximadamente no paralelo 14° S, ficando ao sul do Governo de Nova Castela dada a Pizarro.
O governo tinha como limite oriental a linha do Tratado de Tordesilhas, que dava aos espanhóis um pequeno trecho de saida para o Oceano Atlântico, pertencente ao Governo de Nova Andaluzia, dada a Pedro de Mendoza, no ocidente se achava o Oceano Pacífico.
No momento que foi comunicado da criação do Governo, Diego de Almagro se dirigia para Cusco para tomar pose do cargo de tenente e governo da cidade, cargo pelo qual foi nomeado.
Em 1535 Almagro estava fazendo expediçoes para o sul (atual Chile), recorrendo por dois anos seu governo atrás de riquezas, nas quais não encontrou, encontrando apenas deserto estereis e habitantes hostis, por está razão Almagro e seu exercito retornaram ao Peru, em 1537, ocupando a cidade de Cusco, pois considerava a cidade pertencente ao seu governo e triunfando na Batalha de Abancay, em 12 de julho de 1537, aprisionando Hernando Pizarro e Gonzalo Pizarro.
Estourando uma Guerra Civil voltaram a se enfrentar na Batalha de Salinas, nos arredores de Cuzco. Os Almagristas foram derrotas e Diego de Almagro foi processado, condenado a morte e executado por Hernando Pizarro, na praça maior de Cuzco em 8 de Julho de 1538.
Depois da morte de Almagro, Pizarro autorizou a Pedro de Valdivia, que nomeou Tenente Governador, para conquistar e povoar o Chile.
Enfurecidos, os partidários de Almagro se agruparam em torno de seu filho Diego de Almagro el Mozo, e a mando de Juan de Rada invadiram a residencia de Francisco Pizarro em Lima e o mataram em 26 de Junho de 1541.
Em consequência da Guerra Civil, foi criado pelo Rei Carlos I da Espanha o Vice-Reino do Peru pela Real Cédula assinada em Barcelona em 20 de novembro de 1542, colocando dentro da nova entidade as terras de Nova Castela e de Nova Toledo, pondo fim a ambas. 